# Blepharita aulombardi
Blepharita aulombardi är en fjärilsart som beskrevs av Plante 1994. Blepharita aulombardi ingår i släktet Blepharita och familjen nattflyn. Inga underarter finns listade i Catalogue of Life.